# Kabinet-Müller II

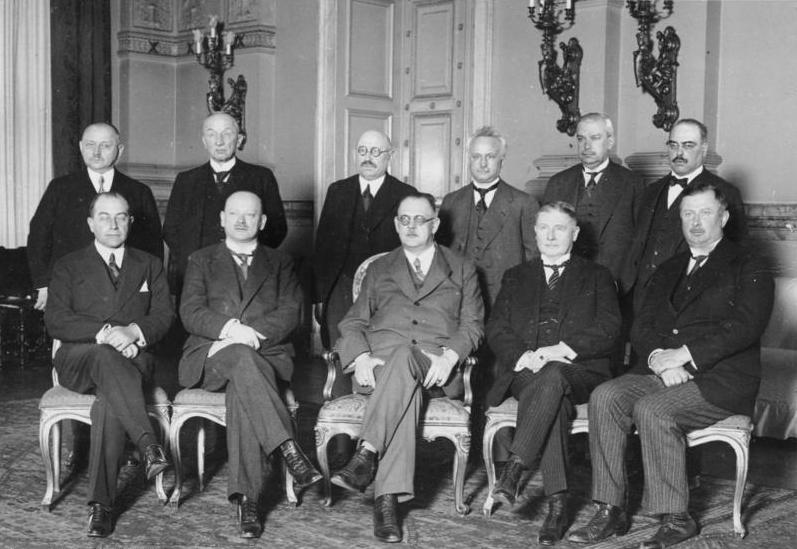
Kabinet-Müller II

Het Kabinet-Müller II regeerde in de Weimarrepubliek van 28 juni 1928 tot 27 maart 1930.

## Kabinet–Müller II
| Ambtsbekleder | Ambtsbekleder       | Ambtsbekleder                               | Functie(s)                            | Ambtstermijn     | Ambtstermijn     | Partij(en) |
| ------------- | ------------------- | ------------------------------------------- | ------------------------------------- | ---------------- | ---------------- | ---------- |
|               | Hermann Müller      | Hermann Müller (1876–1931)                  | Rijkskanselier                        | 28 juni 1928     | 27 maart 1930    | SPD        |
| Vacant        | Vacant              | Vacant                                      | Vicekanselier                         |                  |                  |            |
|               | Carl Severing       | Carl Severing (1875–1952)                   | Rijksminister van Binnenlandse Zaken  | 28 juni 1928     | 27 maart 1930    | SPD        |
|               | Gustav Stresemann   | Gustav Stresemann (1878–1929)               | Rijksminister van Buitenlandse Zaken  | 13 augustus 1923 | 3 oktober 1929   | DVP        |
|               | Julius Curtius      | Julius Curtius (1877–1948)                  | Rijksminister van Buitenlandse Zaken  | 3 oktober 1929   | 10 oktober 1931  | DVP        |
|               | Rudolf Hilferding   | Rudolf Hilferding (1877–1941)               | Rijksminister van Financiën           | 28 juni 1928     | 21 december 1929 | SPD        |
|               | Paul Moldenhauer    | Paul Moldenhauer (1876–1947)                | Rijksminister van Financiën           | 23 december 1929 | 20 juni 1930     | DVP        |
|               | Erich Koch-Weser    | Erich Koch- Weser (1875–1944)               | Rijksminister van Justitie            | 28 juni 1928     | 13 april 1929    | DDP        |
|               | Theodor von Guérard | Theodor von Guérard (1863–1943)             | Rijksminister van Justitie            | 13 april 1929    | 27 maart 1930    | DZ         |
|               | Julius Curtius      | Julius Curtius (1877–1948)                  | Rijksminister van Economische Zaken   | 20 januari 1926  | 11 november 1929 | DVP        |
|               | Paul Moldenhauer    | Paul Moldenhauer (1876–1947)                | Rijksminister van Economische Zaken   | 11 november 1929 | 23 december 1929 | DVP        |
|               | Robert Schmidt      | Robert Schmidt (1864–1943)                  | Rijksminister van Economische Zaken   | 24 december 1929 | 27 maart 1930    | SPD        |
|               | Wilhelm Groener     | Generalleutnant Wilhelm Groener (1867–1939) | Rijksminister van Defensie            | 20 januari 1928  | 1 juni 1932      | O          |
|               | Rudolf Wissell      | Rudolf Wissell (1869–1962)                  | Rijksminister van Arbeid              | 28 juni 1928     | 27 maart 1930    | SPD        |
|               | Theodor von Guérard | Theodor von Guérard (1863–1943)             | Rijksminister van Verkeer             | 28 juni 1928     | 6 februari 1929  | DZ         |
|               | Georg Schätzel      | Georg Schätzel (1874–1934)                  | Rijksminister van Verkeer             | 6 februari 1929  | 12 april 1929    | BVP        |
|               | Adam Stegerwald     | Adam Stegerwald (1874–1945)                 | Rijksminister van Verkeer             | 12 april 1929    | 27 maart 1930    | DZ         |
|               | Hermann Dietrich    | Hermann Dietrich (1879–1954)                | Rijksminister van Voedsel en Landbouw | 28 juni 1928     | 27 maart 1930    | DDP        |
|               | Georg Schätzel      | Georg Schätzel (1874–1934)                  | Rijksminister van Posterijen          | 30 januari 1927  | 1 juni 1932      | BVP        |
|               | Theodor von Guérard | Theodor von Guérard (1863–1943)             | Rijksminister van Bezette Gebieden    | 28 juni 1928     | 6 februari 1929  | DZ         |
|               | Carl Severing       | Carl Severing (1875–1952)                   | Rijksminister van Bezette Gebieden    | 6 februari 1929  | 12 april 1929    | SPD        |
|               | Joseph Wirth        | Joseph Wirth (1879–1956)                    | Rijksminister van Bezette Gebieden    | 12 april 1929    | 27 maart 1930    | DZ         |